# Пагонис, Пиджон
Пиджон Пагонис (англ. Pidgeon Pagonis; род. 1986, Чикаго, штат Иллинойс, США) — американский интерсекс-активист, писатель, выступающий в защиту прав интерсекс-людей, в частности, против операций по нормализации их пола.
Пагонис окончил университет Де Поля со степенью бакалавра и магистра в области гендерных исследований.

## Биография
Пагонис родился в 1986 году в Чикаго, штат Иллинойс, имеет мексиканские и греческие корни. При рождении у него был диагностирован синдром нечувствительности к андрогенам и врачи, солгав родителям ребёнка, что у того рак яичников, провели ему ряд операций на половых органах (гонадэктомию, клитеродектомию и вагинопластику) в целях привести фенотип ребёнка к стандартам женского тела. В результате этого Пиджона воспитывали как девочку и до 19 лет он не знал ни о своём диагнозе, ни о проведенных операциях. В 2020 году стало известно, что у Пиджона другая интерсекс-вариация, мутация в гене NR-5A1, о чем могли свидетельствовать низкие уровни эстрогена и остеопения.

## Деятельность
Через несколько лет после выяснения своей медицинской истории Пагонис присоединился к организации по защите прав интерсекс-людей «interACT».
В 2012 году Пагонис стал одним из героев фильма «Intersexion».
В 2013 году Пагонис дал показания вместе с Мауро Кабралом, Наташей Хименес и Паулу Мачадо перед Межамериканской комиссией по правам человека о медицинских вмешательствах, которым они подвергались из-за того что являются интерсекс-людьми.
В 2014 году Пагонис создал собственный документальный короткометражный фильм «Сын, которого у них никогда не было: Воспитывая интерсекс-ребенка», с которым ездил по США, выступая против нормализующих операций, проводимых без согласия пациента. Его работа была опубликована в журнале по биоэтике «Narrative Inquiry in Bioethics». Фильм также был показан на квир-кинофестивале в Лидсе, Великобритания, в марте 2017 года.
В 2015 году Пагонис запустил кампанию в соцсетях с хештегом #intersexstories в День интерсекс-людей. Кампания привлекла огромное внимание, многие люди из разных стран делились своими историями. Также Пиджон был участником популярного видео от BuzzFeed об интерсекс-телах, идентичностях и пережитом опыте.
Пагонис — автор статей для журнала «Everyday Feminism», в которых он затрагивает темы расизма в интерсекс-сообществе и включения интерсекс-людей в аббревиатуру LGBTQA.
В 2016 году Пагонис появился в эпизоде телепередачи «Очевидное».
В 2017 году Пагонис появился на обложке январского номера журнала «National Geographic» под названием «Гендерная революция». Он был в числе интерсекс-активистов, выразивших недовольство трактовкой журналом интерсексуальности как отклонения. Журнал согласился исправить терминологию в онлайн-версии номера.
В июне 2017 года Пагонис появился в видео «Teen Vogue» вместе с другими интерсекс-активистами: Эмили Куинн и Ханной Габи Одиль, где они рассказывали, что значит быть интерсекс-человеком.

## Награды
- «30 Under 30» от газеты «Windy City Times» (2013)[15].
- «White House Champion of Change» (2015)[16].

## Публикации
- Pagonis, Pidgeon First Do Harm: How Intersex Kids Are Hurt by those Who Have Taken the Hippocratic Oath : [англ] // Griffith Journal of Law & Human Dignity — 2017 — 5(1): 40-51. — ISSN 2203-3114[17].
- Pagonis, Pidgeon 6 Free or Affordable Tips for Intersex People Trying to Get By : [англ] // Everyday Feminism — 2016.[18].
- Davis, Georgiann; Pagonis, Pidgeon (August 2016). Bias Against Intersex Olympics Athletes Is What's Unfair – Not These Athletes' Bodies : [англ] // Everyday Feminism — 2016[19].
- Pagonis, Pidgeon 6 Things Intersex Folks Need to Know About How We Perpetuate Anti-Black Racism : [англ] // Everyday Feminism — 2016[20].
- Pagonis, Pidgeon 7 Ways Adding 'I' to the LGBTQA+ Acronym Can Miss the Point : [англ] // Everyday Feminism — 2016[21].
- Pagonis, Pidgeon The Son They Never Had : [англ] // Narrative Inquiry in Bioethics — 2015 — 5 (2) — 103—106[22].